# Cantó de Créteil-Oest
El cantó de Créteil-Oest és un antic cantó francès del departament de Val-de-Marne, que estava situat al districte de Créteil. Comptava amb part del municipi de Créteil.
Va desaparèixer al 2015 i el seu territori es va dividir entre el cantó de Créteil-1 i el cantó de Créteil-2.

## Municipis
- Créteil (part)

## Història
| Data d'elecció                           | Identitat          | Partit | Qualitat |
| ---------------------------------------- | ------------------ | ------ | -------- |
| 1985-1992                                | Patrick Sève       | PS     |          |
| 1992-2011                                | Christian Fournier | PS     |          |
| 2011-                                    | Abraham Johnson    | PS     |          |
| les dades anteriors no són pas conegudes |                    |        |          |
|                                          |                    |        |          |

## Demografia
| A partir de 1990: Població sense dobles comptes |